# Encore du Léo Ferré
Albums de Léo Ferré
Léo Ferré à Bobino
(1958) Paname
(1960)
Encore du Léo Ferré, connu aussi sous le titre alternatif de Encore... du Léo Ferré, est un album de Léo Ferré publié en 1958. C'est le dernier à paraître chez Odeon. 
C'est aussi son premier album de chansons au format 30 cm (Long Play), ce dernier ayant jusqu'ici été réservé aux captations de ses concerts (Récital Léo Ferré à l'Olympia en 1955 et Léo Ferré à Bobino en 1958), ainsi qu'aux albums « de prestige » consacrés aux poètes Charles Baudelaire et Guillaume Apollinaire en 1957 (Les Fleurs du mal et La Chanson du mal-aimé).
En signant chez Barclay, Ferré se verra contraint de revenir un temps au format 25 cm, avant que cette norme de l'industrie ne soit définitivement supplantée par le 30 cm.

## Titres
Textes et musiques de Léo Ferré, sauf spécifications contraires.
| 1. | Le Temps du tango              | Jean-Roger Caussimon | 3:51 |
| 2. | La Chanson triste (2e version) |                      | 3:28 |
| 3. | La Vie moderne                 |                      | 7:28 |
| 4. | Mon camarade                   | Jean-Roger Caussimon | 4:14 |
| 5. | L'été s'en fout (2e version)   |                      | 3:31 |

| 6.  | Le Jazz-band                           | 3:44 |
| 7.  | L'Étang chimérique                     | 3:17 |
| 8.  | Dieu est nègre                         | 5:15 |
| 9.  | Les Copains d' la neuille (2e version) | 3:38 |
| 10. | Tahiti                                 | 4:21 |

Depuis la réédition CD de 2018 au sein du coffret La Vie moderne : intégrale 1944-1959, l'album ajoute au couplage original trois titres d'un super 45 tours enregistré en novembre 1957 et paru dans la foulée, à l'occasion du passage de Léo Ferré au théâtre de Bobino en janvier 1958. 
| No  | Titre        | Auteur               | Durée |
| --- | ------------ | -------------------- | ----- |
| 11. | Java partout |                      | 3:09  |
| 12. | La Zizique   |                      | 2:54  |
| 13. | Mon Sébasto  | Jean-Roger Caussimon | 5:14  |

## Musiciens
- Léo Ferré : piano, orgue électrique, clavecin
- Jean Cardon : accordéon
- Barthélémy Rosso : guitare
- Janine de Waleyne : ondes Martenot (présumée)

## Production
- Prise de son : ?
- Production exécutive : Édouard Dory
- Crédits visuels : Hervé Morvan